# Thomas M. Bowen

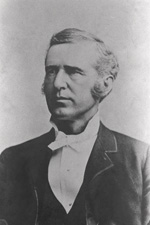
Thomas M. Bowen

Thomas Mead Bowen (* 26. Oktober 1835 in Burlington, ungeordneter Teil des Missouri-Territoriums; † 30. Dezember 1906 in Pueblo, Colorado) war ein US-amerikanischer Jurist und Politiker.

## Leben

### Frühes Leben
Thomas M. Bowen wuchs im Des Moines County auf, damals ein Teil des heutigen Bundesstaates Michigan. Nach dem Schulbesuch schrieb er sich an der Akademie in Mount Pleasant ein, an der er die Rechtswissenschaften studierte; 1853 wurde er in die Rechtsanwaltskammer aufgenommen.
1856 ließ sich Bowen im Wayne County nieder, wo er im selben Jahr für seine Partei, die Republikaner, für einige Monate in das Repräsentantenhaus von Iowa gewählt wurde. Weitere zwei Jahre später, 1858, folgte sein Umzug nach Kansas.
Während des Bürgerkriegs fiel Bowen ab 1861 die Aufgabe zu, eine Einheit von freiwilligen Soldaten zur 13th Kansas Volunteer Infantry zu formen. Er wurde oft befördert, zunächst zum Captain, im Jahr 1863 zum Colonel. 1865 erfolgte seine Ernennung zum Brigadegeneral. Nach dem Krieg ließ sich Bowen in Arkansas nieder.

### Politischer Werdegang
1866 hatte Bowen die Aufgabe, die Verfassunggebende Versammlung von Arkansas zu leiten, deren Aufgabe es war, den ehemaligen Konföderiertenstaat wieder in die Union zu integrieren. In den Jahren 1866 bis 1871 überwachte er diese Bemühungen in seiner Funktion als Richter am Obersten Gerichtshof von Arkansas.
Bowen, der sich in den USA einen guten Ruf als Politiker erworben hatte, wurde von US-Präsident Ulysses S. Grant am 7. Juli 1871 zum Gouverneur des Idaho-Territoriums ernannt. Über die Dauer seiner Amtszeit gibt es verschiedene Angaben. Während einige Quellen nur eine Woche angeben, die Bowen als Gouverneur amtierte, so ist es doch wahrscheinlicher, dass er knapp zwei Monate, bis 5. September 1871, Idaho als Territorialgouverneur vorstand.
1876 zog Bowen nach Colorado, wo er im selben Jahr eine Stelle als Richter an einem Bezirksgericht bekommen hatte. Er bekleidete dieses Amt bis 1880. 1881 wurde er ins Repräsentantenhaus von Colorado gewählt, amtierte jedoch nur wenige Monate. Zuletzt kandidierte er erfolgreich für einen Sitz im US-Senat in Washington, D.C. und amtierte vom 4. März 1883 bis 3. März 1889.

### Spätes Leben und Tod
Über das Privatleben von Thomas M. Bowen ist nichts bekannt. Vermutlich war er ein wohlhabender Mann, da er durch seine Geschäfte mit Goldminen seinen Lebensunterhalt verdiente. Er starb 1906, im Alter von 71 Jahren.